# Departament Famaillá

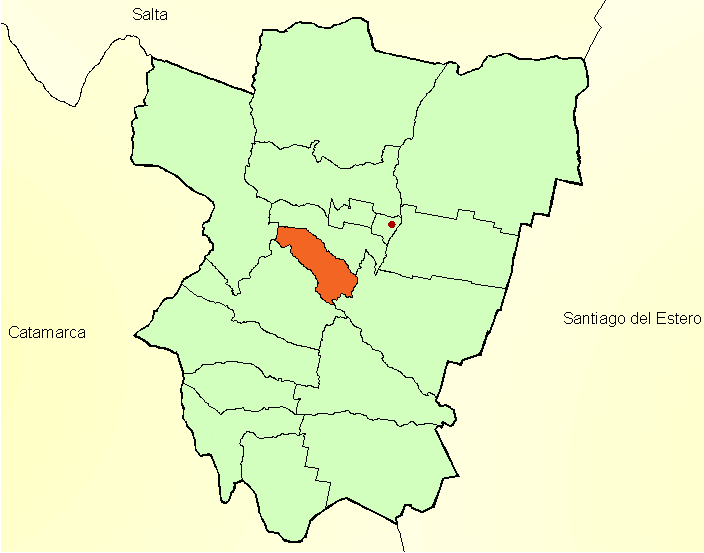
Departament Famaillá na tle prowincji Tucumán

Famaillá jest jednym z 17 departamentów argentyńskiej prowincji Tucumán. Stolicą departamentu jest miasto Famaillá.
Powierzchnia departamentu wynosi 427 km². Na obszarze tym w 2001 roku mieszkało 30 951 ludzi, czyli gęstość zaludnienia wynosiła 72.5 mieszkańców/km².